# Kopsia macrophylla
Kopsia macrophylla là một loài thực vật có hoa trong họ La bố ma. Loài này được Hook.f. mô tả khoa học đầu tiên năm 1882.